# Titu-Marius Băjenescu
Titu-Marius Băjenescu (n. 2 aprilie 1933, Câmpina, Prahova), este un inginer electronist român naturalizat în Elveția, Doctor Honoris Causa al Academiei Tehnice Militare din București și al Universității Tehnice a Republicii Moldova (Chișinău). Este specializat în fiabilitatea sistemelor electronice complexe și a componentelor micro- și nano-electronice. Este Laureat al premiului "Tudor Tănăsescu" al Academiei Române.

## Biografie
Tatăl, Ioan T. Băjenescu (n. 17.09.1899, Redea, județul Romanați ― d. 17.11.1987, Craiova, județul Dolj), a fost colonel de transmisiuni în armata regală, comandantul Regimentului de Transmisiuni de la Cluj. A emis mai întâi cu indicativul CV5BI, apoi YR5BI. În martie 1926, împreună cu dr. Alexandru Savopol a întemeiat primul radioclub din România, la Craiova. Împreună au construit prima stație de emisie-recepție pe unde scurte din România și au realizat (1926) prima emisiune de radioamatori pe unde scurte din România. Tot împreună cu dr. Alexandru Savopol, la 26 septembrie 1926, sublocotenentul Ioan T. Băjenescu a realizat prima emisiune de radiodifuziune din România, destinată publicului larg; emisiunea a fost auzită în toată Oltenia și au apărut numeroase ecouri în presa din mai toate orașele Olteniei.
Mama, Lelia Constanța (d. 1980), născută Petrescu, a fost prima femeie radioamator din România, folosind indicativul soțului YL CV5BI. Stăpânind bine franceza și germana, a reușit să stabilească zeci de mii de legături radiofonice în fonie, pe toate meridianele. Din păcate, din QSL-urile adunate de-a lungul anilor ca dovadă a acestor legături radiofonice, n-a mai rămas aproape nimic, întrucât, imediat după instaurarea regimului comunist, mai toate au fost arse, ele constituind dovada ”legăturilor cu dușmanii din exterior ai țării”.

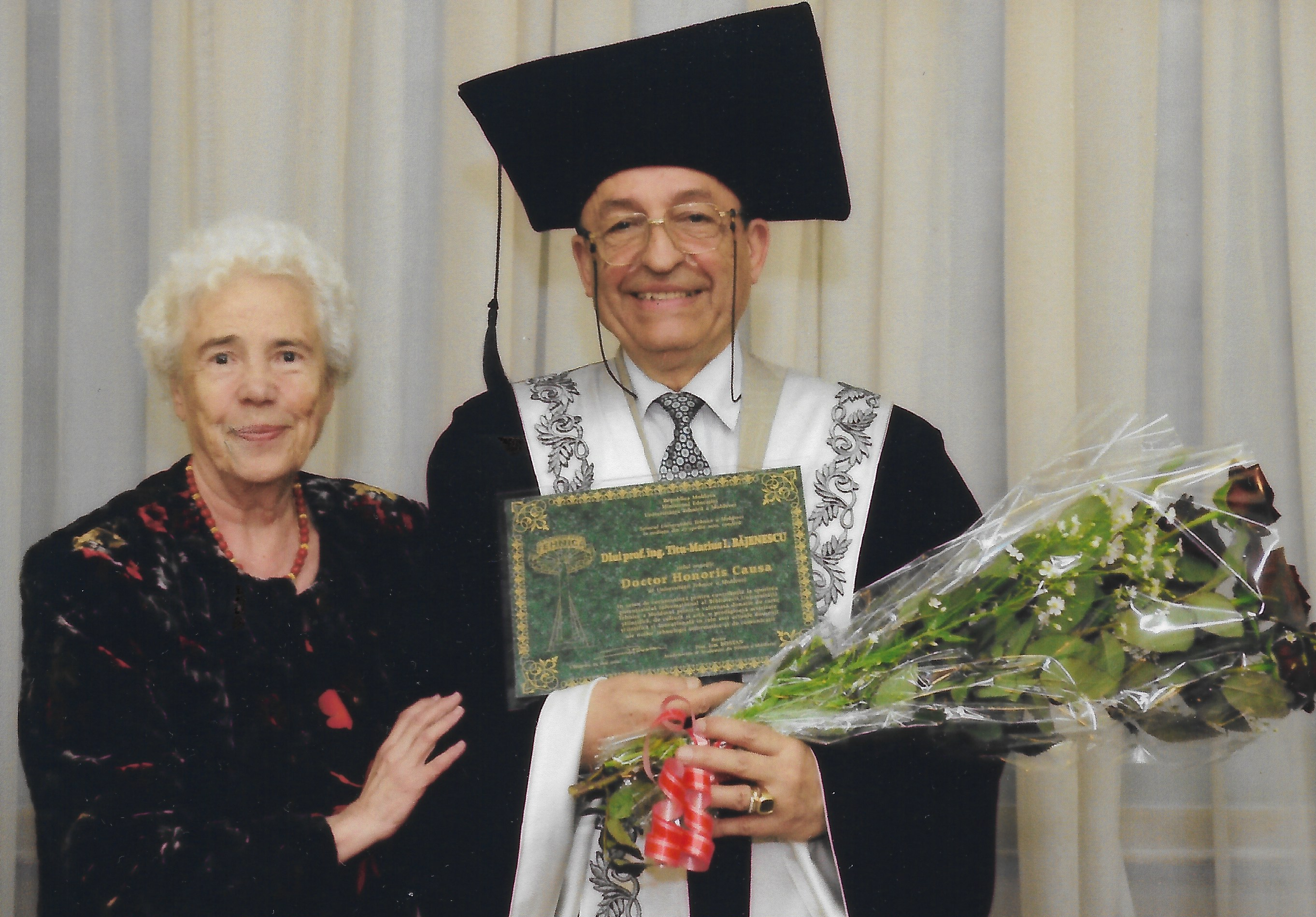
Prof. DHC Titu-Marius Băjenescu și soția sa, Andrea (nepoata acad. Petru Bogdan), la Chișinău, la decernarea titlului (2010)

Soția, Andrea, născută Bogdan, nepoata prof. dr. academician Petru Bogdan de la Universitatea din Iași, fondatorul chimiei fizice în România, este inginer electronist. A construit primul cabinet de fonetică de la Universitatea din București. După emigrarea în Elveția, a lucrat timp de patru ani ca inginer proiectant la Brown Boveri, în departamentul de automatică.

## Studii
A absolvit în 1951 Colegiul „Nicolae Bălcescu” din Craiova. În paralel cu liceul, urmează cursurile Conservatorului ”Cornetti” din Craiova, clasele de vioară, compoziție, contrapunct și dirijat, având ca profesori, între alții, pe Traian Elian, Constantin Becarian, Mihail Bârcă și Ioan Alexandrescu.
S-a înscris la Institutul Politehnic București, urmând cursurile Facultății de Electronică și Telecomunicații, nou create, secția de Radiocomunicații. Astfel, a făcut parte din prima promoție de ingineri electroniști (1951-1956). Cu puțin înainte de terminarea facultății, în paralel cu proiectul de diplomă, a proiectat și realizat acustica noii săli de concerte a filarmonicii ”Oltenia” din Craiova; după inaugurarea sălii, ziarele de epocă – locale și centrale – scriau că acustica sălii de concerte era ”una din cele mai reușite din sud-estul Europei”. Deși ar fi dorit să devină inginer de sunet la Societatea Română de Radiodifuziune, barierele politice specifice acelei perioade nu i-au permis să-și realizeze visul.

## Activitate profesională
După absolvirea facultății, este repartizat cercetător la Institutul de Cercetări de Transmisiuni al Armatei (1956-1960). Ulterior devine cercetător la Institutul de Energetică al Academiei Române (1960-1968) unde, sub conducerea eminentului savant Vasile-Mihai Popov, membru corespondent al Academiei Române, a construit cele mai mari mașini de calcul analogic din România - MECAN I și MECAN II. A fost apoi șeful Secției Cibernetică de la Institutul pentru studierea conjuncturii economice internaționale de pe lângă Ministerul Comerțului Exterior (azi, Institutul de Economie Mondială) (1968-1969); Șeful laboratorului de electronică de la Institutul de Cercetări pentru Protecția Muncii (1969).
În 1969, în urma unei comunicări prezentate la un congres de specialitate din Germania Federală, a primit oferte de angajare din partea unor cunoscute firme occidentale (Hewlett-Packard, IBM, Deutsches Elektronen-Synchrotron, Brown Boveri, Tele Danmark ș.a.). Guvernul român a ales oferta firmei elvețiene Brown Boveri întrucât România tocmai cumpărase de la aceasta licența pentru fabricarea locomotivelor Diesel electrice.
Urmează o perioadă în care ocupă diverse funcții în mari firme occidentale:
- 1969-1974 - inginer principal în departamentul cercetare-dezvoltare telecomunicații de la Brown Boveri & Co., Baden, Elveția;
- 1974-1980 - inginer șef pentru problemele de fiabilitate al celei mai mari firme elvețiene de telecomunicații din acea vreme, HASLER AG, Berna;
- 1980-1985 - șeful departamentului de telecomunicații al unei mari bănci elvețiene, cu sediul la Lausanne;
- inginer șef al unei filiale elvețiene (Messtechnik und Optoelektronik MTC) a gigantului german MBB (Messerschmitt, [[:en:Bölkow, Blohm - München)
- 1985-1987 - consilier pentru problemele de electronică al dr. Bölkow, la sediul firmei, în Ottobrunn;
- 1987-1990 - șef al departamentului de cercetări al companiei elvețiene Telecolumbus;
- 1990-1994 - consilier pentru problemele de telecomunicații, regulatory aspects și probleme financiare al președintelui Jacques Attali, fondator al Băncii Europeane de Reconstrucție și Dezvoltare (BERD), Londra; aici a conceput proiectul overlay digital network pentru telecomunicațiile României și a semnat ca project manager – în numele BERD – pentru acordarea unui prim credit României, în valoare de 250 milioane USD, dintr-un total de 750 milioane USD. De asemenea, a acționat activ pentru dezvoltarea cercetărilor românești în domeniul fiabilității[12][13];
- Din 1981 a fost expert și consultant internațional pentru probleme de management, telematică, telecomunicații, fiabilitate și calitate în electronică, micro- și nano-electronică.
- , accesat pe 30 octombrie 2018

Încă din 1974 a fost chargé de cours, apoi profesor sau profesor invitat la universitățile din Berna, Zürich, Düsseldorf, Viena, München, Lausanne, Essen, Cluj-Napoca, București, Brașov, Iași. 

## Membru în societăți
- a fost Senior Member al cunoscutului IEEE - Institute of Electrical and Electronic Engineers;
- a fost membru al Academiei de Științe din New York;
- a fost membru al Asociației Inginerilor Elvețieni;
- a fost membru al Asociației Elvețiene a Jurnaliștilor Specializați.

## Distincții și decorații
Pentru întreaga activitate desfășurată de-a lungul unei vieți, Academia Tehnică Militară a României i-a decernat titlul de Doctor Honoris Causa, în cadrul unei ceremonii emoționante, unde au fost de asemenea amintite faptele de arme și meritele deosebite ale tatălui său, colonelul de transmisiuni Ioan T. Băjenescu (14 mai 2008).. Cu această ocazie susține prezentarea FIDES - o nouă metodă de evaluare a fiabilității componentelor electronice care ține seama de noile tehnologii. În cadrul unui proiect tutelat de direcția generală a armamentului din Franța, la care participă și alți actori din zona militară și aerospațială, s-a adoptat o altă perspectivă privind fiabilitatea, bazată pe un ghid metodologic, un instrument de demarare și o structură de mentenanță. FIDES  a fost inițiată de către DGA (Délégation générale pour l’Armement) și realizată de un consorțiu european de opt firme industriale din domeniul apărării și al aeronauticii. 
Pentru activitatea desfășurată în domeniul fiabilității și telematicii, precum și pentru donația bibliotecii sale personale, conținând mii de cărți și reviste de specialitate, în cinci limbi, în anul 2010, Universitatea Tehnică a Moldovei (Chișinău) i-a decernat titlul de Doctor Honoris Causa. La această festivitate, Titu Băjenescu face o prezentare despre "Probleme și progrese în fiabilitatea micro- și nano-sistemelor electronice".

## Lucrări publicate

### Articole
A publicat peste 500 lucrări, ca autor sau co-autor, în reviste de specialitate de mare prestigiu din Occident și din România. Unele din lucrările sale sunt citate frecvent la bibliografia multor teze de masterat și/sau doctorat. A ținut numeroase prelegeri post-universitare în marile centre universitare europene și a prezentat rezultatele propriilor cercetări la congrese de specialitate.
A fost invitat la numeroase conferințe internaționale, simpozioane și întâlniri pentru a prezenta lucrări sau pentru a prezida secții ale respectivelor manifestări științifice.
În anii 1994-1995 este redactor-șef al revistei internaționale Telematik Spektrum, publicând diverse articole de specialitate.

### Cărți
Este autorul a 37 cărți de specialitate, publicate în patru limbi:
- Construcția magnetofonului, Editura Tehnică, București, 1959
- Initiation à la fiabilité en électronique moderne, Masson-Paris și Arm, Suisse, 1978
- Elektronik und Zuverlässigkeit, Hallwag Verlag, Bern und Stuttgart, 1979
- Problèmes de la fiabilité des composants électroniques actifs actuels, Prefațată de prof. ing. Guy Peyrache, președinte al comitetului de studii TC56 ”Fiabilitate și mentenabilitate” al Comisiei Electrotehnice Internaționale CEI, în cadrul căreia Titu-Marius activa reprezentând Elveția (co-editare Masson-Paris și Arm, Suisse, 1980)
- Zuverlässigkeit elektronischer Komponenten, VDE-Verlag, 1985
- Mikroelektronik 89. Berichte der Informationstagung ME 89, co-autor H. Arnold, J. Baier, Springer Verlag, 1989, ISBN 978-3-211-82171-8
- Datenkommunikationsnetzwerke, heute und morgen, Expert Verlag, 1994, ISBN 978-3-8169-0984-2
- Fiabilitatea componentelor electronice, Cuvânt înainte prof. dr. ing. Ioan C. Bacivarov, Editura Tehnică, București, 1996, ISBN 973-31-0567-8
- Managementul rețelelor moderne de telecomunicații: Arhitectura rețelelor. Standardizare. Aspecte de securitate. Gestiunea rețelelor. Instalarea unei rețele. Exploatare-mentenanță, Prefața prof. dr. ing. Adelaida Mateescu, Editura Teora, 1998, ISBN 973-601-850-4
- Reliability of Electronic Components. A Practical Guide to Electronic Systems Manufacturing, co-autor Marius Bâzu, Springer Verlag, Berlin, 1999, ISBN 978-3-642-63625-7 (book)
- Sisteme personale de comunicații, Editura Teora, 2000, ISBN 9732002360
- ”Inteligența” distribuită și serviciile în rețelele de telecomunicații. Rețele ”inteligente” Arhivat în 17 iulie 2018, la Wayback Machine., Editura Tehnică, București, 2001, ISBN 9733130472
- Tehnologiile xDSL și internetul ”rapid” multimedia, Editura Tehnică, București, 2001, ISBN 9733120359
- Securitatea în informatică și telecomunicații, co-autor Monica Borda, Editura Dacia, Cluj-Napoca, 2001, ISBN 973-35-1208-7
- Performantele inteligenței artificiale - de la teorie la aplicații, Editura Albastră, Cluj-Napoca, 2002, ISBN 973-650-070-5-1
- Contributions à l’histoire de l’informatique suisse, Editura Matrix Rom, 2003
- Comunicații prin satelit, Editura Matrix Rom, București, 2003, ISBN 973-685-633-X
- Fiabilitatea sistemelor tehnice, Editura Matrix Rom, București, 2003, ISBN 973-685-624-0
- Comunicații de bandă largă. Aspecte tehnice, economice, politice și sociale, Editura Matrix Rom, București, 2003, ISBN 973-685-706-9
- Progresele informaticii, criptografiei și telecomunicațiilor în secolul XX‚ Editura Matrix Rom, București, 2003, ISBN 9736856232
- Power of Multimedia Communication, Editura Albastră, Cluj-Napoca, 2004
- Aspecte ale fiabilității componentelor și sistemelor electronice, Editura Matrix Rom, București, 2006, ISBN 978-973-755-062-0
- Internetul, societatea informațională și societatea cunoașterii, Cuvânt înainte de profesor universitar doctor Vasile Baltac, Editura Matrix Rom, București, 2006, ISBN 978-973-755-115-3
- Component Reliability for Electronic Systems, co-autor Marius Bâzu, Artech House, Boston and London, 2009, ISBN 9781596934368, Recenzie Arhivat în 31 octombrie 2018, la Wayback Machine.
- Failure Analysis: A Practical Guide for Manufacturers of Electronic Components and Systems, John Wiley&Sons, 2011, ISBN 9780470748244, Recenzie Arhivat în 30 octombrie 2018, la Wayback Machine.
- Mecanisme de defectare ale componentelor electronice‚ co-autor Marius Bâzu, Editura Matrix Rom, București, 2012, ISBN 978-973-755-773-5, Recenzie Arhivat în 30 octombrie 2018, la Wayback Machine.
- Zuverlässigkeit elektronischer Bauelemente, Wiley-VCH, 2017, ISBN 978-3-527-34021-7
- Zuverlässige Bauelemente für elektronische Systeme. Fehlerphysik, Ausfallmechanismen, Prüffeldpraxis, Qualitätsüberwachung, Springer-Verlag, 2020, ISBN 978-3-658-22178-2

În decembrie 2013, Academia Română i-a decernat premiul ”Tudor Tănăsescu” pentru volumul Failure Analysis apărut la Editura John Wiley&Sons în anul 2011. Este un volum original, cu caracter novator, publicat împreună cu Marius Bâzu, având un Cuvânt înainte semnat de prof. dr. André Kleyner (Global Reliability Leader at Delphi Corporation, S.U.A.) și o prefață de Craig Hillman, CEO DfR Solutions (S.U.A.).

### Pasiunea muzicală
Fiind un mare iubitor de muzică și un admirator al lui George Enescu, geniul muzicii românești, și-a asumat marea răspundere de a umple un gol al literaturii germane de specialitate, scriind prima monografie în limba germană a marelui nostru Enescu. Monografia ”Liebe ist eine ernste und endgültige Sache - das Leben des Tonkünstlers George Enescu Arhivat în 17 iulie 2018, la Wayback Machine.” cu un cuvânt-înainte scris de Ioan Holender, directorul operei din Viena. A văzut lumina tiparului în anul 2006 la editura ”Henschel Verlag”, grație sponsorizării făcute de firma Wintershall Erdgas Handelshaus din Zug.
În același an 2006 a apărut la Paris, în editura ”Les 3 Orangers”, volumul Georges Enesco - le coeur de la musique roumaine, cu o prefață scrisă de compozitorul și pianistul Alexandru Hrisanide, profesor la departamentele de muzică ale universităților din Tilburg și Amsterdam. Cartea a apărut cu sprijinul financiar a doi admiratori francezi ai muzicii enesciene: Claire și Majdi Benchoukroun-Lombard.
O viață închinată muzicii: George Enescu a apărut în 2004 la editura ”Pont” din Budapesta, sponsorizată de firma S&T.
A publicat cronici muzicale în diferite reviste și ziare elvețiene și române.